# The Elder Scrolls Online
The Elder Scrolls Online è un videogioco online di tipo MMORPG della saga di The Elder Scrolls, sviluppato da ZeniMax Online Studios, eredi di Mythic Entertainment, e pubblicato da Bethesda Softworks. Il 10 giugno 2013 è stato annunciato che il gioco sarebbe stato disponibile anche per PlayStation 4 e Xbox One.
Il videogioco, dopo aver superato la fase di beta testing., è uscito per Microsoft Windows e macOS il 4 aprile 2014, mentre per PlayStation 4 e Xbox One è disponibile dal 9 giugno 2015.
Il 16 Giugno 2020 è arrivato anche sulla nota piattaforma di cloud gaming Google Stadia e il 15 giugno 2021 per PlayStation 5 e Xbox Series X.

## Trama
La trama non è collegata con gli altri capitoli. Si svolge circa 1.000 anni prima degli eventi di Skyrim, durante la Seconda Era, l'Era degli Eroi.
2E 582, Tamriel è nel bel mezzo dell'interregno, il periodo di tempo che va dall'assassinio dell'ultimo potentato Akaviri, fino all'ascesa di Tiber Septim. Molti anni prima, l'Imperatore cyrodilico Varen Aquilarios desiderava diventare un Sangue di Drago, in modo da poter accendere i Fuochi del Drago nella Città Imperiale e legittimare le sue pretese al Trono di Rubino. Lo stregone Mannimarco riuscì a convincere l'Imperatore di essere a conoscenza di un rituale che avrebbe potuto realizzare il suo desiderio, ma che per funzionare necessitava dell'Amuleto dei Re. Fu così che insieme al capo delle Guardie del Drago, Sai Sahan, la mezza gigante Lyris Titanborn, e il Cancelliere del Consiglio degli Anziani, Abnur Tharn, i due crearono il gruppo dei Cinque Compagni. Riuscirono a ritrovare l'Amuleto dei Re e, nell'anno 2E 578, diedero inizio al rituale.
Ma nel momento in cui il rituale ebbe inizio, Mannimarco usò la sua magia nera per immobilizzare i presenti, rivelando così le sue vere intenzioni: egli era un servitore di Molag Bal, Principe Daedrico della dominazione e della discordia, e il rituale servì a distruggere la barriera che separava Nirn dall'Oblivion, in un evento chiamato Soulburst. Questo evento permise a Molag Bal di dare inizio al Planemeld, un'unione forzata tra i due mondi in un unico piano da incubo. Quando il rituale fu completato, l'esplosione di energia arcana che ne seguì diffuse scosse in tutto il Nirn. I maghi morirono o impazzirono, a Morrowind la Montagna Rossa tremò, Skyrim fu colpita da forti terremoti, e le coste di Elsweyr e Valenwood furono devastate da violente tempeste. La costellazione del Serpente crebbe a tal punto che sembrava minacciare le altre costellazioni. I membri della famiglia Tharn, che regnava su Cyrodiil tramite l'Imperatrice reggente Clivia Tharn, fecero un patto con Mannimarco, detto il Re dei Vermi, il quale acconsentì di incrementare l'esercito imperiale resuscitando i loro soldati, tranne il Padre di Clivia, Abnur, il quale si oppose a Mannimarco. Nel frattempo, Molag Bal iniziò ad impossessarsi delle anime dei mortali per diventare più forte. Il protagonista, chiamato Il Vestige, è un avventuriero che all'inizio del gioco viene ucciso da Mannimarco e imprigionato nel dominio dell'Oblivion di Molag Bal, Coldharbour.
Il Vestige viene liberato da Lyris Titanborn e da un uomo misterioso chiamato Il Profeta. Lyris per lasciare fuggire quest'ultimo ed il protagonista, si sacrifica e rimane imprigionata nell'Oblivion. Il Profeta e il protagonista tornano a Tamriel per trovare un modo di salvare Lyris e sconfiggere Molag Bal e il suo servitore Mannimarco. Il protagonista, creato dai giocatori stessi, dovrà lottare per il destino del mondo, combattendo la Guerra delle Tre Alleanze nella Provincia Imperiale di Cyrodill. Difatti L'Alleanza di Daggerfall, formata da Orchi, Redguard e Bretoni, Il Patto di Ebonheart, formato da Nord, Argoniani ed Elfi Scuri, ed Il Dominio Aldmeri, formato da Elfi Alti, Elfi dei Boschi e Khajiiti, si fronteggeranno nell'enorme Cyrodill per la conquista della Città Imperiale. Il protagonista oltre a partecipare a questa guerra, dovrà proteggere i cittadini delle province di Tamriel dalla minaccia dei Daedra.

## Modalità di gioco

### Fazioni e razze
Le razze giocabili sono nove. I possessori della Imperial Edition hanno l'accesso ad una decima: l'imperiale. Le razze sono divise in tre principali fazioni, ciascuna occupante determinate regioni
- Dominio Aldmeri - Il suo stemma è un'aquila d'argento su sfondo giallo. È composto dagli Altmer dell'arcipelago di Summerset, dai Bosmer di Valenwood e dai Khajiit di Elsweyr. Il Dominio è un impero nascente che governa i suoi possedimenti con il pungo di ferro. Guidato da Ayrenn Arana Aldmeri, regina dell'arcipelago di Summerset, Camoran Aeradan, re degli Elfi dei Boschi, e il Mane di Elsweyr, il Dominio ha come scopo quello di ristabilire il dominio elfico su Tamriel, per proteggerlo dalle nelgigenze delle giovani razze degli umani. Sotto il loro controllo ci sono i territori di Valenwood, l'arcipelago di Summerset ed Elsweyr.
- Alleanza Di Daggerfall  - Il suo stemma è un leone d'argento su sfondo blu. È composta dai Bretoni di High Rock, gli Orchi di Orsinium e i Redguard di Hammerfell. L'Alleanza è un'associazione egualitaria che usa la sua forza militare per assicurarsi lucrose rotte commerciali. Guidata da Emeric, re di Wayrest, Fahara'jad, re di Sentinel, e Kurog gro-Bagrakh, re di Orsinium, l'Alleanza ha come scopo quello di conquistare il Trono di Rubino, in modo da poter restaurare il Secondo Impero e riportare stabilità a Tamriel. Controllano i territori di High Rock, Hammerfell e la città di Orsinium.
- Branco Di Ebonheart - Il suo stemma è un drago nero su sfondo rosso. È composta dai Nord di Skyrim, i Dunmer di Morrowind, e gli Argoniani di Black Marsh. Il Branco è stato formato per necessità: nonostante l'odio ancestrale, le tre razze dovettero unirsi per respingere le incursioni degli Akaviri dal mare, e proteggere la loro libertà. Guidato da Jorunn il Re Skaldo, re di Skyrim Orientale, Il Generale Dunmer Yeveth Noramil, e la guerriera Argoniana Occhi-di-Acciaio, Il Branco ha come scopo quello di sconfiggere l'impero, in modo da poter preservare l'indipendenza delle sue terre. Controllano i territori di Skyrim, Morrowind e Black Marsh.

### Classi e abilità
Ogni razza è predisposta per specifiche classi, per esempio i Redguard e gli Orchi sono eccellenti guerrieri, i Khajiiti sono ottimi nel gameplay furtivo o per esempio i Bretoni sono ottimi maghi. Detto ciò, la scelta della razza non è coordinata con la scelta della classe, per esempio si può scegliere i Khajiiti come razza ed essere guerrieri. Le classi sono:
-Dragonknight: possiede abilità draconiche, del magma e del fuoco, è molto versatile grazie alle abilità range e non, può svolgere ognuno dei tre ruoli (damage dealer, healer, tank). Ha un attacco principale che lo cura e provoca ingenti danni e altre skill utili per curare i compagni se si vuole fare il guaritore.
-Sorcerer: possiede abilità daedriche, magia oscura e magia dell'elettricità, per lo più sono abilità magiche quindi permettono di stare molto lontani e colpire, anche loro possono svolgere ogni ruolo presente.
-Nightblade: possiedono abilità di oscurita, del sangue e dell'assassinio, è la classe migliore per il player contro player ed una classe molto versatile.può colpire sia dalla distanza che da ravvicinato con le sue abilità e può svolgere ogni tipo di compito.
-Templar: possiedono abilità di attacco ranged e ravvicinato e un ramo per le cure che solo il templar possiede.
Hanno abilità aedriche, del sole e della cura il che li rende l'unica classe in grado di svolgere attacco, cura o tanking in modo facile grazie alle sue abilità.
-Warden: una classe introdotta con l'espansione di morrowind uscita a giugno 2017. Si tratta di una classe rivoluzionaria che userà i poteri della natura per curare ed infliggere danno.
È inoltre l'unica classe a possedere un ramo di magia del ghiaccio.

### Sistema di missioni e di progressione del personaggio
Ogni alleanza ha zone e missioni secondarie diverse, ma le stesse quest principali.
In The Elder Scrolls Online, le missioni principali si attivano ogni cinque livelli di progressione del personaggio, nel frattempo si devono svolgere missioni secondarie per guadagnare denaro e progredire col nostro personaggio. Una volta arrivati al livello 50, si attiverà la missione finale ed una volta completata, il nostro personaggio verrà promosso a Veterano I, che può essere progredito ulteriormente come nei livelli prima dell'end-game. Dopo la conclusione delle quest principali, i giocatori si possono dedicare a: finire le missioni secondarie che non hanno svolto; possono dedicarsi al PvP di massa nella zona di Cyrodill; possono spostarsi nelle zone delle altre alleanze a svolgere le quest secondarie di quei territori o possono organizzare con gli altri giocatori online dei raid nei dungeons sparsi per tutta Tamriel, combattere tra loro nell'Arena di Dawnstar o fare quest nella regione di "Craglorn", regione introdotta per i Veterani. Dal 2016,i Veteran Rank sono stati rimossi e sostituiti con il Champion System. Adesso, quando si raggiungerà il Livello 50, si sbloccherà un nuovo albero delle abilità, molto simile a quello di The Elder Scrolls V: Skyrim. Con la rimozione dei Veteran Rank e l'introduzione del Champion System, la progressione nell'end game è diventato meno prolissa e più dinamica.

### PvP di massa
The Elder Scrolls Online è dotato di un PvP di massa che si sblocca al livello 10 della progressione del personaggio. Il PvP è ambientato a Cyrodill, la Provincia di Tamriel dove si trova la Città Imperiale, la capitale dell'Impero. Qua i giocatori delle Tre Alleanze si scontrano per il dominio del territorio, indicato con i forti presenti sulla mappa. Al termine della campagna di guerra, la cui durata è variabile in base alla campagna scelta dal giocatore, chi ha conquistato più forti ha vinto. Il giocatore che ha effettuato più uccisioni al termine della campagna, diventa imperatore di Tamriel. Il giocatore che diventa imperatore, sblocca diversi abiti e armature, insieme a rare abilità. I giocatori che invece non si vogliono dedicare all'assalto ai forti possono svolgere delle quest secondarie che si trovano sparse per Cyrodill. In queste missioni secondarie il PvE si mischia con il PvP.

### Crown Store
Da quando il gioco ha abbandonato il modello del canone mensile il 17 marzo 2015, è stato introdotto il Crown Store, uno store la cui moneta sono i Crowns, che possono essere acquistati con denaro vero. Nello store possono essere acquistate cavalcature speciali, armature e vestiti rari e i Dlc che usciranno. È possibile poi sottoscriversi all'Eso Plus, un abbonamento che fornisce 500 crown al mese. Il costo dell'abbonamento eso plus è di 12,99 euro al mese, ma questo abbonamento è facoltativo.

## Ambientazione
Il gioco è ambientato nel continente immaginario di Tamriel come tutti i capitoli della saga. A differenza però dei precedenti capitoli, in The Elder Scrolls Online è possibile esplorare quasi tutta Tamriel. Le province di Tamriel non sono complete e mancano alcune regioni, che verranno introdotti in futuri aggiornamenti o espansioni. Le province di Tamriel e le regioni che le compongono sono le seguenti:
- High Rock, patria dei Bretoni e provincia capitale del Daggerfall Covenant. Le regioni che la formano sono "Glenumbra", la prima regione esplorabile per i membri del Daggerfall Covenant, "Stormhaven", e "Riverspire";
- Hammerfell, patria dei Redguard ed in seguito anche gli Orchi si sono stabiliti qui. Le regioni disponibili sono "Alik'r Desert" e l'isole di "Stors M'kai" e "Betnikh" ed in seguito aggiunta nell'espansione Orsinium per l'appunto la nuova zona "Wrothgar";
- Morrowind, patria degli Elfi Scuri, comprende Vvanderfell.
- Skyrim, patria dei Nord. Le regioni disponibili sono "The Rift" e "Eastmarch".
- Cyrodill, patria degli Imperiali. È completamente esplorabile ed è la regione dedicata al PvP di massa;
- Black Marsh, patria degli Argoniani. È formata da foreste tropicali e paludi;
- Elsweyr, patria dei Khajiiti.
- Valenwood, patria degli Elfi Alti e degli Elfi dei Boschi. Di questa provincia fa parte anche l'isola di Summerset;

## Gilde
Come in ogni capitolo di Elder Scrolls sono presenti le gilde, che offrono come al solito storyline piene di colpi di scena.

### Gilda dei Guerrieri
La gilda dei guerrieri è la più famosa e prestigiosa gilda di Tamriel. Alla fine dell storyline si potrà accedere alla Forgia Terrena, che costruisce armi leggendarie. In TESO la gilda sta cercando un modo per distruggere Molag Bal, ma scopriranno che molti traditori sono tra loro...

### Gilda dei Maghi
In questo capitolo di Elder Scrolls la Gilda dei Maghi di Tamriel è occupata a sconfiggere la minaccia di Sheogorath, il signore Daedrico della follia e delle Shivering Isles (sia Sheogorath che le Shivering Isles sono già apparsi in Oblivion).

### Undaunted
Gilda che si sblocca parlando con i membri degli undaunted nelle città iniziali di ogni zona delle tre alleanze. Consiste nel completamento di dungeon e trial.

### Gilda dei Ladri
Relegata per l'appunto all'espansione "Thieves Guild", consisterà nel compiere furti e rapine agli npc, e gli sviluppatori hanno promesso che avrà una storyline ricca di colpi di scena.

### Confraternita Oscura
Relegata all'espansione "Dark Brotherhood", consisterà nel compiere assassini su commissione, e verrà aggiunta una nuova storyline particolarmente violenta.

### Ordine Psijic
Ottenibile attraverso la storyline principale dell'espansione Summerset.

## Malattie

### Licantropia
Come nei capitoli precedenti è presente la licantropia, detta anche "Malattia di Hircine" o "Benedizione di Hircine". Per contrarre questa malattia bisogna essere morsi da un lupo mannaro di notte, che può essere anche un altro giocatore con l'abilità "Bloodmoon". La malattia aggiunge la trasformazione in Lupo Mannaro, una bestia demoniaca assai potente.

### Vampirismo
Il Vampirismo è una malattia che consiste nel trasformarsi nelle leggendarie creature immortali dagli occhi rossi. La malattia si può contrarre essendo morsi dai vampiri in particolari caverne, che possono essere anche altri giocatori. Nell’ultimo aggiornamento, anche il vampiro si trasforma, allo stesso modo del lupo mannaro, in una creatura mostruosa per alcuni secondi tramite Ultimate.

## Canone mensile
Il gioco alla sua uscita, richiedeva un abbonamento obbligatorio dal costo di 12,99 euro al mese.
Dal 17 marzo 2015 il gioco non richiede più nessun pagamento del canone di gioco mensile. Questo canone è stato sostituito dall'Eso Plus, un abbonamento completamente facoltativo che dà accesso a tutti i DLC fino alla sua scadenza. Il prezzo è lo stesso del precedente.

## Recensioni e vendite
Come i capitoli precedenti, The Elder Scrolls Online è stato un enorme successo commerciale, anche se, rispetto ai capitoli precedenti, ha ricevuto recensioni più fredde da parte dei fan della serie, per la differente natura del prodotto (The Elder Scrolls Online è un MMORPG, mentre i precedenti capitoli della serie sono RPG in singolo), ma è stato comunque apprezzato dalla critica specializzata, vincendo il premio di miglior MMO del 2015. Del gioco è stata criticata l'estrema diversità con i capitoli precedenti e la qualità delle missioni secondarie. Del gioco è stato lodato il PvP di massa, la longevità quasi infinita, il comparto tecnico al di sopra della media degli MMORPG, ed alcuni recensori hanno valutato come un pregio la diversità rispetto ai precedenti capitoli. Dal punto di vista commerciale, The Elder Scrolls Online è l'MMO più venduto degli ultimi anni, nonché l'MMO più giocato di sempre su console. È stato uno dei giochi più venduti sul PSN nel 2015, nonché uno dei giochi più venduti in copia fisica nello stesso anno. I due DLC "Imperial City" e "Orsinium" sono state l'espansioni più vendute nel 2015.

## DLC
Nel corso dei mesi che seguono la pubblicazione del videogioco, Bethesda ha confermato quattro DLC o espansioni.

### Imperial City
È il primo DLC che è stato confermato ed è stato pubblicato il 31 agosto 2015, a più di un anno dall'uscita del gioco. L'espansione aggiunge una nuova storyline, una nuova zona di gioco, nuovi dungeon, nuovi personaggi non giocanti, nuove armi ed armature ed una nuova moneta di gioco. L'espansione è ambientata ed ha aggiunto una nuova zona, ovvero la Città Imperiale. Qui il PvE e il PvP di massa si mischieranno. La trama parla del nostro personaggio che è riuscito ad infiltrarsi nella Città Imperiale tramite le fogne. Il nostro protagonista scoprirà il motivo dell'invasione dei Daedra comandati da Molag Bal, che rivelerà il suo piano.

### Orsinium
Uscita a novembre del 2015, questa espansione aggiunge una nuova zona, "Wroghtar", una nuova storia, la Maelstrom Arena (contenuto end-game PvE per giocatore singolo) e missioni secondarie.

### Dark Brotherhood
L'espansione Dark Brotherhood è stata pubblicata il 25 aprile 2016 ed aggiunge una nuova storyline, nuove skill, nuove armi e armature ed una nuova gilda, per l'appunto la Confraternità Oscura, presente anche in tutti i capitoli precedenti.

### Thieves Guild
L'espansione Thieves Guild è stata pubblicata il 7 febbraio 2016, e come l'espansione Dark Brotherhood, aggiunge una nuova gilda, ovvero la Gilda dei Ladri, anch'essa presente in tutti i capitoli precedenti. Aggiunge una nuova zona, situata all'interno di Hammerfell, una nuova main story, nuove missioni secondarie e la possibilità di fare rapine. Oltre a ciò è stata introdotta una nuova trial (contenuto end-game pve pensato per 12 giocatori) chiamata Maw Of Lorkhaj.

### Shadows Of The Hist
L'espansione Shadows Of The Hist è comprensiva unicamente di due dungeon, ossia Ruins Of Mazzatun e Cradle Of Shadows, i cui completamenti forniscono achievement, titoli, set da equipaggiare e delle skin per personalizzare ulteriormente il proprio personaggio.

### Horns Of The Reach
L'espansione Horns Of The Reach è comprensiva unicamente di due dungeon, ossia Falkreath Hold e Bloodroot Forge, i cui completamenti forniscono achievement, titoli, set da equipaggiare e dei costumi per personalizzare ulteriormente il proprio personaggio.

### Clockwork City
Nel DLC Clockwork City, potrai entrare nella leggendaria creazione di Sotha Sil ed esplorare il suo misterioso mondo meccanico. Precedentemente, potresti aver avuto un assaggio della Clockwork City nell'espansione di The Elder Scrolls Online: Morrowind, oppure nello stesso The Elder Scrolls III: Morrowind. Tuttavia, in questa espansione sarà possibile esplorare più di quanto sia mai stato possibile in questa zona. Non appena giunti nella nuova mappa, il giocatore potrà scoprire un particolare ambiente, unico, dove gli edifici, le creature, e persino alcuni abitanti del luogo sono dei complessi automi. Al centro della zona sorge la Brass Fortress, dove saranno reperibili mercanti, stazioni per il crafting e diversi NPC. Mentre la Brass Fortress può essere relativamente sicura per alcuni avventurieri, nel momento in cui ci si spinge al di fuori delle sue mura, i giocatori si troveranno in costante pericolo dato da mob nemici.
In aggiunta all'esplorazione e alle quest, sono stati aggiunti due World Boss, due delve, e una nuova trial, Asylum Sanctorium.

### Dragon Bones
L'espansione Dragon Bones è comprensiva unicamente di due dungeon, ossia Scalecaller Peak e Fang Lair, i cui completamenti forniscono achievement, titoli, set da equipaggiare e dei costumi per personalizzare ulteriormente il proprio personaggio.

### Future espansioni
Per “l’anno del drago” sono state annunciate diverse espansioni, che hanno inizio con due nuovi dungeon (annunciati per la primavera 2019) e proseguirà con l’espansione ”Elsweyr” ( dal nome di una regione del mondo di gioco ), incentrata proprio sui draghi.

## Collector's Edition
La Collector's Edition di The Elder Scrolls Online, chiamata Imperial Edition, aggiunge: una razza in più, ovvero gli Imperiali, presenti anche nei capitoli precedenti, l'accesso a qualsiasi fazione non in base alla razza scelta, una cavalcatura e vari abiti.